# 折蘆
『折蘆』（おれあし）は、木々高太郎の長編推理小説。1937年1月から6月にかけて、『報知新聞』に連載された。木々高太郎の最初の新聞小説。

## 解説
作品連載の前年の夏、「時事新報」からの連載の話があった際に、作者が朝刊でなければ承知しないということで沙汰止みになったが、この作品に関しては、新聞小説に探偵小説を採用したことに満足し、ただし、毎日読者を外連味で引いてゆくことは不可能という条件で連載を承知して貰った、という経緯がある。
連載開始の言葉として、作者は以下のような言葉を掲げている。
「これは探偵小説でありますから、まず謎があり、それが論理的に段々に解けてゆく興味を中心としたのであることは言うまでもありません。しかし、そればかりではありません。この小説の底には人間的の懊（なや）みが横（よこた）わっています。探偵小説的には人間的懊みなどというものはいらぬと言う人があるかもしれません。しかし、謎を解くということが、既に真実を知らんとする人間的の懊みから来ているのに、何の疑いがありましょう。女性の真実を知らんとするのは、男性の懊みであり、男性の真実を知らんとするのは女性の懊みに違いないでしょう。この小説の半分を読むと、女性を侮辱し、女性を軽蔑し、女性の悪口をばかりいう小説のように取れるかも知れません。女性の読者はさぞ怒るでしょう。しかし、そこで怒ってしまわないで、終りまで読んで下さい。ついにその悪口が女性を尊び、女性を崇（あが）める所以（ゆえん）であることが明らかとなるでしょう。
　かくて『折芦』という言葉の象徴する意味も初めて解けてくるでしょう。作者はこの意味において、一般の探偵小説を好きな人々には勿論のこと、広く女性の読者に読んで貰い度（た）いのです。いや女性のみではありません。およそ女性に関心を持つ一切の男性に読んで貰い度いのです」
だが、その後、年末に回顧して、新聞小説としては失敗だった、なぜなら、探偵小説であったからで、決して悪い出来ではないが、自身が年来主張し、少しずつ実践に移してゆこうと考えて励みつつある理想には達していない、とも述べている。

## あらすじ
東儀四方之助は過去に興味半分で二三の事件に関与したことがあり、偶然にも推理が的中したという経歴を持つ高等遊民であった。あるとき、知人の志賀博士の紹介状を携えた福山みち子という夫人の訪問を受けた。みち子は夫、福山英吉の結婚後の性格の変貌を不気味に感じ、過去の舅と前妻との変死事件の調査を依頼しに来たのであった。志賀博士より当時の事情を聞いた東儀は、宿願の私立探偵事務所の開設を行い、最初の事件として調査に当たることにした。
程なくして、四方之助のかつての恋人の節子の嫁ぎ先である、永瀬家の当主が殺された、という知らせがあった。彼は二つの事件の関連性に気づき、ある推論を立てる。事件はそれで解決したかに思えたが、真相は彼の想像を超えるものであった。

## 登場人物
東儀四方之助（とうぎ　しほのすけ）
物語の主人公。探偵役。志賀博士の勧めもあり、丸の内に探偵事務所を開設する。合衆国に赴任中の銀行家の兄が1人いる。
東儀嘉子（とうぎ　よしこ）
その妻。四方之助と結婚して9年になる。
東儀絵利加（とうぎ　えりか）
東儀夫妻の娘。8歳。
福山英吉（ふくやま　えいきち）
銀行に関係のある、2，3の会社の重役を兼務している実業家。25歳で結婚するも、下述する3，4年前の事件により前妻を失い、2年ほど前にみち子と再婚している。
福山みち子（ふくやま　みちこ）
英吉の後妻。
福山久仁子（ふくやま　くにこ）
福山と前妻との間の一人娘。生来の心臓障害を持ち、余命幾許もないが、利発な子供。12、3歳。
福山老人
英吉の父。刀剣を趣味としており、矍鑠とした60代の老人であったが、密室の中で絞殺される。
福山氏の前妻
福山の老主人とともに密室内で発見され、「卑怯者！」という言葉を残し、短刀で刺された傷が原因で死亡する。
永瀬節子（ながせ　せつこ）
四方之助のかつての恋人。相思相愛であったが、永瀬と結婚し、その上で四方之助と5年間、密会を続けていた。福山みち子の従姉。
永瀬貞治（ながせ　さだはる）
品川在住の銀行家で、事件の被害者。48歳。
永瀬英次（ながせ　えいじ）
貞治の弟。肺結核で、余命幾許もない。壊滅思想に捕らわれている。28歳。
永瀬老人
貞治・英次の父親。脳溢血の後遺症で、全身不随で言葉が話せない。節子の通訳で意思疎通が可能。
小平久二（こだいら　きゅうじ）
新進の文芸評論家。永瀬英次の友人。
牧山（まきやま）
永瀬貞治の専属の運転手。
岡田（おかだ）
警視庁の警部。
係長
岡田の上司。
金沢（かなざわ）
警察医。
山尾（やまお）
伯爵。犬好きで、福山英吉の知人。
河合（かわい）
四方之助のかつての同級生の株屋。
大谷（おおたに）
四方之助のかつての同級生。四方之助の事務所のビルの持ち主。
松藤賢一郎（まつふじ　けんいちろう）
老齢の弁護士。
志賀司馬三郎（しが　しばさぶろう）
とある官立大学の法医学教室の博士。木々高太郎のシリーズ探偵の一人（ただし、この物語では東儀四方之助のサポート役）。福山家の事件を担当していた。

## 評価
- 荒正人は、この作品の主人公が虚無思想を抱いているという点で、現代の常識からすると新聞小説としてはふさわしくなかったかもしれないと評している。また、筋が単純明快であるという点で、探偵小説嫌いの読者にも理解されたであろうが、娯楽小説という点では物足りなかったかもしれず、一般に受けた小説ではなかったことは確かであろうとも述べているが、新聞小説としての欠点は小説としての根本的欠点ではないとも論じ、立派な本格探偵小説でもあり、文学作品にもなっており、一脈の詩情が流れており、小栗虫太郎には『黒死館殺人事件』があるように、『人生の阿呆』とともに、探偵小説の世界に木々の名を残した作品であろうという感想を述べている[4]。
- 中島河太郎は、芸術論を高唱したジレンマがこの作品に露呈しており、どっちつかずのものとなっていると評し、人間関係や小道具の工夫を評価しつつも、傍流にとらわれて、事件解決の太い筋が通っていないと述べている。その一方で、著者は与えられた機会を活用して、新鮮で大人が読める小説を念願し、考え悩む探偵像を追究したのだとも論じている[2]。

## 補足
- 『ローマ帽子の謎』の解明手法について、作中で述べられている。
- 同じ木々高太郎作品である『文学少女』の事件について、志賀博士の口から語られており、大心池先生シリーズと志賀シリーズが同一世界の話であることが分かる[5]。